# شهرستان علیا
شهرستان علیا، روستایی از توابع بخش الموت غربی شهرستان قزوین در استان قزوین ایران است. سکنهٔ الموت به گویش الموتی  که گویشی از زبان تاتی است  صحبت می‌کنند.

## جمعیت
این روستا در دهستان رودبار شهرستان قرار دارد و براساس سرشماری مرکز آمار ایران در سال ۱۳۸۵، جمعیت آن ۱۶۲ نفر (۴۹خانوار) بوده‌است.

## تاریخ
شهرستان علیا و شهرستان سفلی که با نام شهرستان در طول تاریخ شناخته می‌شده‌اند، از مهم‌ترین شهرهای الموت بوده‌اند. ابواسحاق صابی از شهرستان در قصبه اشکورجان به‌عنوان محل استقرار وهسودان بن مرزبان دومین حاکم آل جستان یاد کرده‌است. 
جستانیان در اواخر قرن هشتم و اوایل قرن نهم میلادی (اواخر قرن دوم تا اوایل سوم هجری) از رودبار در دیلم، بخش کوهستانی گیلان، فرمان می‌راندند. آنان در نواحی کوهستانی رودبار الموت امارتی کوچک و محلی داشتند که تختگاه‌شان بود (و امروزه در استان قزوین واقع است)، و وسعت قلمروشان طالقان و سواحل شاهرود و سفیدرود را در بر می‌گرفت.